# El maestro de esgrima
El maestro de esgrima é um filme espanhol de 1992 dirigido por Pedro Olea. 
Foi selecionado como representante da Espanha à edição do Oscar 1993, organizada pela Academia de Artes e Ciências Cinematográficas.

## Elenco
- Omero Antonutti - Don Jaime Astarloa
- Assumpta Serna - Adela de Otero
- Joaquim de Almeida - Luis de Ayala
- José Luis López Vázquez - Jenaro Campillo